# Giro dell'Emilia 1928
Il Giro dell'Emilia 1928, diciassettesima edizione della corsa, si svolse il 2 settembre 1928 su un percorso di 210 km. La vittoria fu appannaggio dell'italiano Alfonso Piccin, che completò il percorso in 7h45'00", precedendo i connazionali Pietro Fossati e Michele Mara.

## Ordine d'arrivo (Top 10)
| Pos. | Corridore          | Squadra         | Tempo    |
| ---- | ------------------ | --------------- | -------- |
| 1    | Alfonso Piccin     | Bianchi-Pirelli | 7h45'00" |
| 2    | Pietro Fossati     | Maino-Dunlop    | s.t.     |
| 3    | Michele Mara       | Bianchi-Pirelli | s.t.     |
| 4    | Battista Visconti  | Legnano-Torpedo | s.t.     |
| 5    | Angelo Rinaldi     | Maino-Dunlop    | s.t.     |
| 6    | Roberto Lorenzetti | -               | s.t.     |
| 7    | Marco Giuntelli    | Touring-Pirelli | s.t.     |
| 8    | Albino Binda       | Wolsit-Pirelli  | s.t.     |
| 9    | Arturo Bresciani   | Bianchi-Pirelli | s.t.     |
| 10   | Luigi Giacobbe     | Wolsit-Pirelli  | s.t.     |